# Tibiocillaria siccifolia
Tibiocillaria siccifolia là một loài bướm đêm trong họ Noctuidae.